# Bernard Assiniwi
Bernard Assiniwi (surnommé Chagnan, 31 juillet 1935 - 4 septembre 2000) est un écrivain, comédien, docteur en histoire, curateur au Musée canadien des civilisations, auteur et réalisateur radiophonique québécois. 
Assiniwi parle trois langues: le français, l'anglais et le cri. Assiniwi a aussi étudié la musique et le chant. Il possède une formation en médecine vétérinaire. Ce grand humaniste est de plus un spécialiste de la question autochtone.

## Biographie
Né Bernard Lapierre dans le quartier Rosemont, à Montréal, il est le dernier d'une fratrie de douze enfants issus des deux mariages de son père, Léonidas Lapierre, un journalier-plâtrier canadien-français natif de la paroisse de Sault-au-Récollet. Sa mère, Églantine Bleau, née à Montréal, est aussi canadienne française. Bien que n'ayant aucune ascendance autochtone, c'est à l'adolescence que Bernard Lapierre commence à s'identifier de souches algo-cries (contraction des mots « algonquin » et « cri »). La Gazette officielle du Québec nous apprend qu'il a changé son nom pour Assiniwi en 1971, grâce à une permission accordée par le lieutenant-gouverneur en conseil du Québec.  
En 1957, Bernard Lapierre achève un baccalauréat en génétique animale à l'université de Guelph en Ontario. De 1965 à 1968, il est fondateur de la section culturelle du ministère des Affaires indiennes et du nord tout en étant directeur du Théâtre de la Place. 
De 1972 à 1976, il est directeur de la collection « Ni-T'Chawama, mon ami, mon frère » aux Éditions Leméac.  
De 1978 à 1980, il travaille à la Société d'aménagement de l'Outaouais et, parallèlement, est critique dramatique et scripteur-réalisateur pour la Société Radio-Canada à Ottawa. Il anime et réalise des émissions et des documentaires sur l'histoire des amérindiens, la vie en plein air et l'écologie. De plus, Assiniwi est collaborateur pour de nombreux journaux comme La Presse, The Globe and Mail, Sentier et Québec Nature, dont il est éditeur entre 1976 et 1978. 
En automne 1994, le département de français de l'université d'Ottawa accueille en résidence l'écrivain Bernard Assiniwi. Pour faire connaître la richesse de la culture autochtone, Bernard Assiniwi publie deux lexiques des noms indiens et il exerce la fonction de conservateur d'ethnologie du subarctique de l'est. De même, il est chercheur en histoire autochtone au Musée canadien des civilisations à Hull. 
Bernard Assiniwi et son épouse Marina Assiniwi ont trois fils : Marc-André Assiniwi, Christian Assiniwi et Jean-Yves Assiniwi.
Bernard Assiniwi a donné plus de 500 conférences sur les autochtones du Canada traitant aussi bien de leurs mœurs et coutumes que de leur médecine et de leur histoire.
Bernard Assiniwi est décédé à 65 ans à son domicile de Cantley en Outaouais. Il souffrait de diabète et avait subi peu avant une chirurgie cardiaque. Il est décédé d'un anévrisme œsophagien.

## Propos de Bernard Assiniwi
Selon ses dires, son père lui aurait appris à chasser, à pêcher et à trapper. 
Selon Bernard Assiniwi le cri est une langue autochtone comportant plus de 65 000 verbes tandis que le béothuk est une langue morte possédant seulement 333 mots.
Bernard Assiniwi dit que les mots ok, canot, et mocassin sont d'origine algonquienne. Dans son livre La saga des Béothuks, Bernard Assiniwi rend hommage et perpétue la mémoire des Béothuks qui se sont éteints en 1829. Pour mener à bien ce roman historique, La saga des Béothuks, Bernard Assiniwi et son épouse ont traversé la province d'un bout à l'autre, mais n'ont toutefois jamais vécu à Terre-Neuve. Cet ouvrage très fouillé lui demanda 25 ans de sa vie.
Assiniwi a affirmé dans son lexique des noms indiens du Canada que le coureur des bois Paul Provencher fut excellent pour suivre les pistes en forêt.
Dans Ils ont dit, on retrouve dans les archives de la Société Radio-Canada deux enregistrements sonores datés de 1996, dans lesquels Lina Dib et Marie-France Bazzo interrogent Bernard Assiniwi. Dans le premier enregistrement sonore Assiniwi présente son lexique des noms indiens du Canada. Dans le second enregistrement sonore Assiniwi parle de son livre La saga des Béothuks. Dans le premier extrait sonore Bernard Assiniwi nous informe qu'à l'origine les mots peau rouge viendrait des béothuks qui utilisaient de l'ocre mélangé à de la chaux pour faire fuir les moustiques. De plus, Assiniwi nous apprend que le mot Béothuks signifie les vrais hommes en langue béothuk.

## Œuvre

### Romans
- Bernard Assiniwi, La Saga des Béothuks, Montréal, Leméac, 1996 (réimpr. 2000) (1re éd. 1972), 423 p. (ISBN 978-2-7427-1013-3 et 978-2742724635)
- Bernard Assiniwi, Le Bras coupé, Montréal, Bibliothèque québécoise, 2008 (réimpr. 2000) (1re éd. Leméac, 1976) (ISBN 978-2-89406-292-0 et 978-0776130194)

### Autres publications
- Bernard Assiniwi, Faites votre vin vous-même, Saint-Laurent, Québec, Bib Québécoise, 1994 (1re éd. 1987) (ISBN 978-2-89406-097-1)
- Histoire des Indiens du haut et du bas Canada, Bernard Assiniwi, Montréal : Leméac, 1973 ; 1974.
- La Médecine des Indiens d'Amérique, Bernard Assiniwi, Montréal, Guérin littérature, c1988.
- Survie en forêt, Bernard Assiniwi, Montréal : Leméac, 1972.
- Chasseurs de bisons, Chagan (Bernard Assiniwi) et Ka-Hon-Hes(John Fadden), Montréal : Leméac 1973.
- Anish-Nah-Be: Contes adultes des territoires alguonkins, Bernard Assiniwi, Isabelle Myre, Montréal : Leméac, collection Ni-T'Chawama / Mon ami mon frère,1971.
- Bernard Assiniwi, Ikwé : la femme algonquienne, Hull, Québec, Vents d'ouest, 1998 (1re éd. 1983) (ISBN 978-2-921603-74-4).
- Il n'y a plus d'Indiens, Bernard Assiniwi, Montréal : Leméac, c1983.
- Indian Recipe, Bernard Assiniwi, Toronto, Montréal : Copp Clark, PuB, Co. c1972.
- À l'indienne, Bernard Assiniwi, Montréal : Leméac + les Éditions Ici Radio-Canada, 1972.
- Bernard Assiniwi, L'Odawa Pontiac : l'amour et la guerre : biographie romancée, Montréal, XYZ, 1994, 197 p. (ISBN 978-2-89261-109-0).
- Le Guerrier aux pieds agiles, Bernard Assiniwi et John Fadden, Montréal : Leméac, c1979.
- Les Cris des marais, Bernard Assiniwi et John Fadden, Montréal : Leméac c1979.
- Les Iroquois, Bernard Assiniwi et John Fadden, Montréal : Leméac, 1973.
- Bernard Assiniwi (Chagnan) et Ka-Hon-Hes (John Fadden), Les Montagnais et Naskapi, Montréal, Leméac, 1979 (ISBN 978-2-7609-9882-7).
- Makwa, le petit algonquin, Bernard Assiniwi et John Fadden, Montréal: Leméac, 1973.
- Bernard Assiniwi, Lexique des noms indiens du Canada : les noms géographiques, Montréal, Leméac, 1996, 1re éd., 184 p. (ISBN 978-2-7609-8834-7).
- Recettes typiques des Indiens, Bernard Assiniwi, Montréal : Leméac, 1972.
- Sagana, contes fantastiques avec la collaboration de Isabelle Myre, Montréal : Leméac, 1972.
- Sculpteurs de Totems, Bernard Assiniwi et John Fadden, Montréal : Leméac, 1973.
- Windigo et la naissance du monde, compilé par Bernard Assiniwi, Hull : Vents d'Ouest, 1998.

## Honneurs
- Assiniwi a réalisé plusieurs productions audiovisuelles pour lesquelles il s'est vu décerner en 1993 la plaque de bronze du Fourty first Columbus Ohio Films Festivals.
- Prix France-Québec (1997), La Saga des Béothuks
- Prix Jean-Hamelin (1997), La saga des Béothuks
- Doctorat honoris causa de l'université du Québec Trois Rivières (1999), "Pour l'ensemble de son œuvre".
- À son décès l'organisme amérindien Terres en vues crée en son honneur le « prix Dr Bernard-Chagnan-Assiniwi »[5] décerné à un artiste ou à un créateur dont le travail a contribué à enrichir sa culture d'origine.